# Dadamaino
Dadamaino, Pseudonym von Edoarda Emilia Maino (* 2. Oktober 1930 in Mailand; † 13. April 2004 ebendort), war eine italienische Künstlerin und Mitglied der Mailänder Avantgarde der 1950er Jahre.

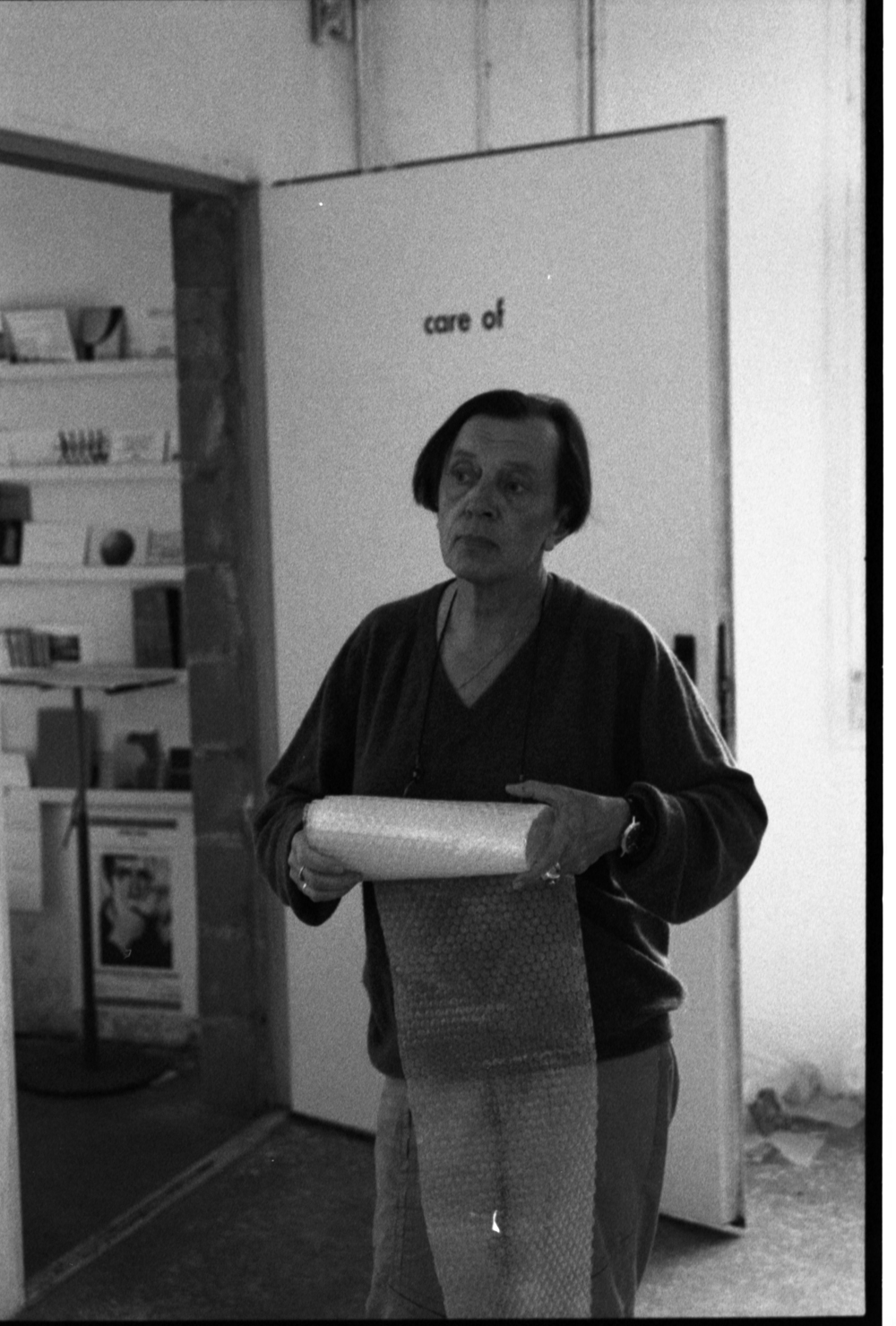
Dadamaino während der Installation der Ausstellung „Casa degli artisti“. Careof, Cusano Milanino, Juni 1994

## Leben

### Kindheit und Jugend
Am 2. Oktober 1930 wurde Emilia Maino in Mailand als einzige Tochter von Giovanni Maino, einem Vermessungsingenieur, und Erina Saporiti, einer Hausfrau, geboren. Während der Bombenangriffe des Zweiten Weltkriegs zog die Familie Maino nach La Maddalena, einem Ortsteil von Somma Lombardo, wo die Eltern von Erina Saporiti lebten. Die Familie blieb bis zum Ende des Krieges in La Maddalena. Nach der Rückkehr nach Mailand in die Via Vespri Siciliani 18, nahm der Vater seinen Beruf wieder auf und Emilia schloss ihre Schulausbildung ab. Danach schrieb sich vermutlich an der medizinischen Fakultät der Universität ein.

### 50er und 60er-Jahre
In den frühen 1950er Jahren begann Dadamaino als Autodidaktin, wobei sie oft Vasen mit Blumen als Thema bevorzugte. Ein Wendepunkt war die Begegnung mit dem Werk von Lucio Fontana, insbesondere Concetto spaziale blu e viola con lustrini (Blaues und violettes Raumkonzept mit Pailletten), zusammen in einer Ausstellung von Yves Klein, die ihre künstlerische Wahrnehmung veränderte.
Ihr Debüt gab sie 1956 mit der Teilnahme am Premio di Pittura „Cesare da Sesto“ in Sesto Calende. Sie begann, sich Eduarda zu nennen, daher die Verkleinerungsform Dada. Am 4. April 1957 eröffnete die Galleria del Grattacielo von Enzo Pagani im Circolo della Stampa in Mailand den Premio per l’autoritratto, an dem Dadamaino mit einem ihrer Selbstporträts teilnahm. Weitere teilnehmende Künstler waren Enrico Baj, Roberto Crippa, Lucio Fontana und Piero Manzoni. In dieser Zeit begann sie, die Bar Jamaica zu besuchen, damals das Zentrum der Mailänder Avantgarde, wo sie unter anderem Piero Manzoni, die Fotografen Giovanni Ricci und Uliano Lucas traf.
1958 eröffnete sie in der Galleria dei Bossi in Mailand ihre erste persönliche, von Angel Vargas kuratierte, Ausstellung. Es handelte sich um eine Reihe von Werken, die nicht bekannt sind, die aber von Vargas so definiert wurden: „sie präsentiert in den neuesten Werken ein Gleichgewicht von geschickt konstruierten Volumen, in denen Raum-Licht-Beziehungen ihre eigene Autonomie erreichen und Elemente schaffen, die in neue visuelle Empfindungen und schließlich in eine sehr moderne Dynamik umgewandelt werden können“.
Es ist wahrscheinlich, dass Piero Manzoni in dieser Zeit als Vermittler für einige Ausstellungen von Dadamaino fungierte.
Im Jahr 1959 fand in der Galerie Prisma die Einzelausstellung Maino statt, die von Enotrio Mastrolonardo kuratiert wurde. Auch diese vorgestellten Werke sind nicht bekannt, man weiß nur, dass in dem kritischen Text von Mastrolonardo Werke beschrieben werden, die dem Informellen nahe stehen und sich durch eine klare Farbpalette auszeichnen, in der Linien und Einschnitte die Farbe durchdringen.
Von der Soprintendenza in Rom und der National Gallery of Modern Art aufgefordert, ein Informationsblatt zusammenzustellen und biobibliografisches Material zu übermitteln, erklärte sie, dass seit dem 24. Juni 1959 ihre Sammler Lorenzin, Marinino, Simonetti, Centonza, Russoli, Fontana, Mastrolonardo, Jucker, Brinieri, Gastaldelli, Rufi, Riden, Geitlinger und Totti seien und dass sich ihre Zeichnungen im Museo della Grafica der Universität Pisa, im Brooklyn Museum und in der Sammlung Servolini befänden. Lucio Fontana hatte zu diesem Zeitpunkt, als Zeichen der Wertschätzung und Ermutigung für die junge Künstlerin, bereits ein Werk von Dadamaino gekauft.
Unter dem Einfluss von Manzoni verschärfte sich im Herbst 1959 Dadamainos Kritik an der Informellen Malerei als Infragestellung des Berufs des „Malers“ und seiner traditionellen Arbeitsmittel. Am 18. Dezember desselben Jahres stellte Dadamaino in der Gruppenausstellung La donna nell’arte contemporanea in der Galerie Brera in Mailand zum ersten Mal provokativ ein Volume vor: eine monochrome Leinwand, die durch einen großen eiförmigen Einschnitt hervorsticht. Der Ausstellungskatalog zeigt nicht die Reproduktion des ausgestellten Werks, sondern die eines früheren, noch signierten Vorgängerwerkes. Die von Mario Monteverdi im „Corriere lombardo“ erwähnte „perforierte Leinwand“ lässt jedoch keinen Zweifel an der Anwesenheit eines Volume in der Galerie Brera, wenige Tage vor der Gruppenausstellung im Azimuth.
Mit den Volumi befasst sich die Künstlerin mit dem Konzept der Rücksetzung der Kunst in Übereinstimmung mit der zeitgenössischen Analyse von Piero Manzoni und Enrico Castellani. Zwischen 1959 und 1960 stellte Dadamaino ihre Volumi mehrmals in der Galerie Azimuth aus, nahm an den Aktivitäten der Galerie teil und knüpfte Beziehungen zu den Protagonisten der wichtigsten Strömungen der 1960er Jahre: den deutschen Künstlern der Gruppe „ZERO“, der italienischen „Gruppo T“ und „Gruppo N“ und der französischen „GRAV“.
Die Zusammenarbeit zwischen Dadamaino und Piero Manzoni wurde immer enger und im August 1960 lädt Manzoni die junge Künstlerin  zu einer Ausstellung in Albisola ein. Vom 30. Juli bis 5. August fand im Circolo degli Artisti in Albisola Mare die Gemeinschaftsausstellung Biasi, Breier, Castellani, Landi, Mack, Maino, Manzoni Massironi, Moldow, Motus, Pisani, Santini statt. Hier präsentiert Dadamaino „Löcher, die in schöner Symmetrie und unterschiedlicher Größe angeordnet sind“, wobei die monochromen Leinwände nicht mehr durch breite und unregelmäßige Einschnitte aufweisen, sondern kreisförmige Löcher, die regelmäßig angeordnet und unterschiedlich groß sind. Im Herbst nahm sie an der Ausstellung Sculture tascabili, componibili, trasportabili, istantanee. Biasi Bonalumi Maino Manzoni Massironi Santini in der Galleria Trastevere in Rom teil und stellte die Volumi aus, die im Katalog wie folgt beschrieben wurden: „Superficie – volume tascabile per viaggi in treno alberghi squallidi contro l’influenza dei calendari d’arte“ (Flächen – Taschenausgabe für schäbige Hotelzugreisen gegen den Einfluss von Kunstkalendern).
Am 1. April 1961 eröffnete sie die Gruppenausstellung Come i pittori vedono i critici (Wie Maler Kritiker sehen) in der Galleria Montenapoleone in Mailand, in der siebzig Maler ebenso viele Porträts bekannter Kunstkritiker ausstellten, und Dadamaino zeigte ein Porträt von Giorgio Kaisserlian mit einem „lustigen und sehr witzigen Einfall“. Am 20. Mai eröffnete sie eine persönliche Ausstellung in Padua, im Ausstellungsraum der „Gruppo N“. Mit einem Text von Piero Manzoni stellte Dadamaino zum ersten Mal die Volumi a moduli sfasati aus: handgeschnittene Rhodoid-Blätter. Aus demselben Jahr stammen die Rilievi – zunächst aus Plexiglasplatten, dann auch Rhodoid- oder Karton, die in zahllose Lamellen mit identischen Größenverhältnissen geschnitten sind. Lichtdurchlässige Materialien, die je nach Bewegung des Betrachters Hell-Dunkel-Effekte und optische Eindrücke von Bewegung erzeugen.
Im August schloss sich Dadamaino Piero Manzoni, Gualtiero Passani – der gerade von einem monatelangen Aufenthalt bei Pablo Picasso zurückkehrte – und anderen Künstlern in Albisola an, wo Manzoni vom 12. bis 19. August 1961 Merda d’artista in der Ausstellung In villeggiatura da Pescetto in der Galerie Pescetto erstmals der Öffentlichkeit präsentierte. Aus demselben Anlass bat Tullio d’Albisola eine Reihe von Künstlern Keramikteller zu verzieren, die in einem Katalog von Künstlertellern präsentiert werden sollten (der jedoch nie veröffentlicht wurde). Der von Dadamaino dekorierte Teller zeigt eine sehr dicke schwarze Mittellinie, von der sich andere zunehmend dünne und klare Linien mit Tendenz zu Blau mit Terrakotta-Einsätzen abheben.
Am 21. August 1961 wurde die „Gruppo Punto“ von Dadamaino, Antonio Calderara, Nanda Vigo, Kenjirō Azuma, Hsiao Chin und LI Yuen-Chia gegründet. Inspiriert wurden sie von Lucio Fontana, der den Künstlern einen Gedanken mit auf den Weg gab, der die Grundlage ihrer Poetik bildete: „Den Zustand des Endlichen im Unendlichen zu verstehen, heißt, in die Wirklichkeit des Gedankens hineinzufühlen“ – auf der Grundlage dieses Gedankens wurde das Manifest verfasst und unterzeichnet.
Anfang 1962 nahm die Künstlerin an einer Gemeinschaftsausstellung in Arnheim (Niederlande) teil und kam in Kontakt mit der „Nul Groep“, insbesondere mit Henk Peeters, dem Künstler und Organisator der Kollektivausstellungen, einem engen Freund von Piero Manzoni. Im Februar zeigte sie in der Galerie Senatore in Stuttgart ihre Einzelausstellung Maino. Monochrome Malerei, kuratiert von Walter Schonenberger. Die Künstlerin präsentierte die wichtigsten Werke ihrer Studien von 1959 bis 1962: die Volumi, die Volumi a moduli sfasati und die Rilievi. Schonenberger ordnet diese Werke in die monochrome Strömung ein, die von Yves Klein initiiert und von Manzoni, Castellani, Piene, Mack und anderen fortgeführt wurde. Die Verbindung zu dieser Strömung findet sich bereits im Titel der Einzelausstellung, der in idealer Weise an den Titel der internationalen Ausstellung Monochrome Malerei anknüpft, die 1960 im Städtischen Museum in Leverkusen unter der Kurator Udo Kultermann stattfand. Im März desselben Jahres organisierte Henk Peeters die Ausstellung Nul 62 im Stedelijk Museum in Amsterdam – mit Werken von Philips, Goepfert, Bury, Megert, Armando, Fontana, Dorazio, Verheyen, Castellani, Manzoni, Dadamaino, Kusama, Haacke, Pohl, Aubertin, Mavignier, Holweck, Mack, Piene, Uecker, Henderikse, Peeters, Schoonhoven, De Vries – wo Dadamaino zwei Volumi a moduli sfasati in einem gemeinsamen Raum mit Manzoni und Castellani ausstellte. Unter den zahlreichen Teilnahmen der Wintersaison ist die Ausstellung Arte programmata in der Galleria La Cavana in Triest zu erwähnen, die von Umbro Apollonio und Getulio Alviani kuratiert wurde und in der sie einen Rilievo auf Karton ausstellte.
1962 wurden auch einige Ausstellungen der „Gruppo Punto“ eröffnet, deren Koordinatorin und Kuratorin die Künstlerin war, wie z. B. Krit. Punto/2, im Palau de la Virreina in Barcelona und Punto/3, in der Galleria La Palma in Albissola Marina. Trotz des Erfolgs der beiden Ausstellungen beteiligte sie sich in den folgenden Jahren nicht mehr an den Aktivitäten der „Gruppo Punto“, die jedoch bis 1966 bestand.
Nach der internationalen Beteiligung an der Berliner Ausstellung in der Galerie Diogenes Zero. Der neue idealismus koordinierte und kuratierte Dadamaino die Ausstellung Oltre la pittura. Oltre la scultura. Ricerche d’arte visiva, anlässlich derer Bruno Munari die Plakate produzierte und ein Katalog mit den Beiträgen einiger der neuen visuellen Bewegung nahestehender Intellektueller, wie Umbro Apollonio, Guido Ballo, Gillo Dorfles und Umberto Eco, veröffentlicht wurde. Wie aus den Reproduktionen des Programms hervorgeht, stellte Dadamaino die Volumi a moduli sfasati aus. Im Dezember 1963 nahm sie an der Generalversammlung der „Nouvelle Tendance“ teil, die im Pariser Studio „GRAV“ stattfand, und wurde offiziell Mitglied der Bewegung. In dieser Periode begann die einheitliche Verwendung des Namens Dadamaino, wie in der zweiten Ausgabe der Zeitschrift Nul = 0 und in der damaligen Korrespondenz nachzulesen ist.
Anfang 1964 bereitete sie ihre Werke vor, die im April und Mai an das Musée des Arts Décoratifs in Paris für die internationale Ausstellung Nouvelle Tendance geschickt wurden. Zu diesem Anlass stellte sie drei Arbeiten aus, die noch nie zuvor gezeigt wurden: zwei opto-dynamische Objekte, bestehend aus Aluminiumplatten, die auf Nylonfäden nach geometrischen Mustern gespannt sind, die optische Effekte erzeugen, und ein Oggetto ottico-dinamico indeterminato, bestehend aus drei spiegelnden Metallringen, die sich nach innen hin verkleinern und auf einer kreisförmigen Fläche mit schwarzen und weißen Streifen ruhen. Das Objekt wird von oben beleuchtet und durch einen Motor in Bewegung versetzt. Auf diese Weise wird die optische Gestaltung der Ebene ständig an den Spiegelflächen der Ringe reflektiert, wodurch optisch-kinetische Effekte entstehen, die den Eindruck erwecken, dass sich die Ringe selbst bewegen und kreuzen.
In diesen Jahren fertigte sie auch die Spirali rotanti an, die aus einer Reihe von sich überlappenden Ringen bestehen, in die – ohne Schweißung – ineinander greifende Lamellen eingesetzt werden, wobei die Lamellen aus verschiedenen Materialien bestehen: verchromtes Messing, Edelstahl, eloxiertes Aluminium und Plexiglas; alles lichtleitende Materialien, um rotierende und leuchtende Objekte zu schaffen. Im Sommer wurde Dadamaino zusammen mit Colombo, Manzoni, Castellani, Dorazio, Fontana, Klein, Kusama, Mack, Piene, Roth, Soto, Uecker und Verheyen zur Wanderausstellung Mikro Zero/Nul. Mikro Nieuw Realisme in der Delta Gallery in Rotterdam, Jeugdfestival in Velp und in der Galerie Amstel 47 in Amsterdam, eingeladen.
1964 verstarb Erina Saporiti, die Mutter der Künstlerin.
Am 13. August 1965 wurde Nove tendencije 3 in der Galerija Suvremene Umjetnosti in Zagreb eröffnet, und die Künstlerin beteiligte sich an der Ausstellung mit der Präsentation von Ricerca uno, einem etwa fünfminütigen Kurzfilm, der ein unbestimmtes optisch-dynamisches Objekt in Aktion zeigt. Dieser Film zielt darauf ab, eine dynamische Bewegung ohne den mechanischen Apparat zu zeigen, der sie erzeugt, und alle erzeugten Bilder sichtbar zu machen, einschließlich derjenigen, die das Auge bei der Schnelligkeit des Objekts nicht wahrnehmen kann. Ricerca uno wird zusammen mit Disco und Cilindri stroboscopici der Gruppe MID, Strutturazione cinevisuale ambientale von Colombo, Ambiente sperimentale von Anceschi und Boriani und Spazio in strutturazione plasticromatica von Devecchi präsentiert.
Anfang 1966 verließ sie das Haus in der Via Vespri Siciliani, um zu ihrem Vater in die Via Bitonto 24 zu ziehen, wo sie Luciano Fabro als Nachbarn und guten Freund hatte.
Gegen Ende der 1960er Jahre reduziert Dadamaino ihre künstlerische Tätigkeit und entwickelt ein zunehmendes Interesse an den politischen Ereignissen jener Jahre. Zur gleichen Zeit, als die PCI eine kritische Haltung gegenüber dem sowjetischen sozialistischen Modell einnahm, erneuerte Dadamaino ihre Parteimitgliedschaft, der sie seit Jahren angehörte, nicht. Die Künstlerin wandte sich den außerparlamentarischen linken Gruppen zu und arbeitete mit den Basiskomitees der ATM zusammen. Später orientierten sich dieselben Basiskomitees zunehmend an der anarchistischen Bewegung. Auf diese Weise kam sie in Kontakt mit dem Circolo del Ponte della Ghisolfa (Brücke von Ghisolfa, einem Viertel Mailands) und freundete sich mit dem anarchistischen Eisenbahner Pino Pinelli an.
Am 5. Mai 1969 war Dadamaino mit Marina Apollonio, Alberto Biasi, Angel Duarte, Karl Gerstner, Marcello Morandini und der MID-Gruppe in Zagreb bei der Eröffnung der Tendencije 4. 1969 war auch das Jahr des Campo Urbano, einer von Luciano Caramel organisierten Veranstaltung auf den Straßen und Plätzen von Como. Bei dieser Gelegenheit realisierte Dadamaino am 21. September um 21 Uhr am Pier von Sant’Agostino die Umweltaktion Illuminazione fosforescente automotoria sull’acqua, bei der etwa tausend mit phosphoreszierender Farbe überzogene Styroporplatten auf der Oberfläche des Comer Sees verstreut wurden. Bei ausgeschalteter Uferbeleuchtung leuchteten und spiegelten sie sich auf dem Wasser und lenkten die Aufmerksamkeit der Menschen auf den See, der im Alltag visuell nicht wahrgenommen wird.
Die Absicht war also, den See selbst unter einem anderen, ästhetischen Aspekt wiederzuentdecken und möglicherweise neu zu inszenieren, so dass der Betrachter sich an einem Bild leuchtender Formen erfreuen kann, die sich frei und ungezwungen auf dem Wasser bewegen. Das letzte Projekt, an dem die Künstlerin 1969 arbeitete, war das Environnement lumino-cinetico für den Place du Châtelet in Paris, das auf Einladung von Frank Popper entstand, der einen Wettbewerb für umweltbezogene Werke entlang der Pariser Straßen und Plätze ausgeschrieben hatte. Der Entwurfm sah zwei Wege vor, einen im Freien und einen in einem Tunnel, wo die Zuschauer physisch und emotional einbezogen werden sollten. Dadamaino hat den Wettbewerb nicht gewonnen, aber die  Projektentwürfe wurden auf der Ausstellung Environnement lumino-cinétique sur la Place du Châtelet. Interventions artistiques dans la rue, die ebenfalls von Popper im Dezember desselben Jahres im Centre National d’Art Contemporain in Paris organisiert wurde, ausgestellt.
Im Januar 1970 starb ihr Vater Giovanni Maino, dem die Künstlerin besonders nahe stand.

### 70er und 80er-Jahre
In der ersten Hälfte des Jahres 1970 widmete sich Dadamaino systematischen Analysen für die Ricerca del colore, in denen sie die sieben Farben des Spektrums verwendete und den durchschnittlichen chromatischen Wert unter ihnen suchte – sowie Weiß, Schwarz und Braun (zehn Farben). Sie stellte die Componibili, ein kreisförmiges Oggetto cinetico, die gesamte Ricerca del colore – bestehend aus 100 20 × 20 cm großen Tafeln mit 4000 verschiedenen Farbtönen – und die Fluorescenti in einer Einzelausstellung in der Galerie Diagramma in Mailand aus. Diese seit dem Vorjahr vorbereitete Ausstellung markiert einen neuen Wendepunkt im Schaffen der Künstlerin. Die Fluorescenti bestehen aus fluoreszierenden Kunststoffstreifen auf einer Platte, die von oben nach unten an Größe zunehmen, durch eine Wood-Lampe zum Leuchten gebracht werden, und mit einem Gebläse oder mit den Händen bewegt werden können, um eine kinetische, chromatisch-taktile Erfahrung zu machen. 1974 bildete Dadamaino mit Gonschior, Letto, Ludwig und Tornquist die Gruppe „Team Colore“. Wie Luciano Caramel betonte, ist der gemeinsame Punkt der Künstlergruppe die Suche nach Farbe mit einer analytischen und mathematischen Haltung. Im Mai, während der ersten gemeinsamen Ausstellung der Gruppe in der Galerie Team Colore in Mailand, stellte die Künstlerin eine Cromorilievo aus.
1976 konzipierte Dadamaino das Alfabeto della mente (Alphabet des Geistes): Tief betroffen von dem Massaker an Palästinensern im libanesischen Dorf Tel al-Zaatar begann sie, kleine Zeichen zu zeichnen, die ihren ohnmächtigen Protest beschreiben. Vertikale und horizontale Markierungen wechseln sich auf obsessive Weise ab, eine Art stummes „h“, das dazu neigt, den weißen Raum des Blattes vollständig auszufüllen – und sich zu einer Art unleserlichem und persönlichem Alphabet entwickelt.  Leinwände und Blätter werden von diesen Graphemen überschwemmt. Die Künstlerin arbeitet freihändig mit einem Stift und wiederholt ein einziges Zeichen pro Fläche, ohne es mit den anderen zu verbinden. Im Dezember 1977 eröffnete der Salone Annunciata in Mailand die Einzelausstellung Dadamaino. Dall’“Inconscio razionale” all’“Alfabeto della mente”. 1975–1977 und veröffentlichte eine Broschüre mit einem Text von Dadamaino, in dem die Künstlerin den Wendepunkt ihrer letzten Werke erklärt, der sich an die tabula rasa von 1958 anlehnt, der mit der Verwirklichung der Volumi erfolgte. 1978 begann sie mit der Arbeit an I fatti della vita (Die Fakten des Lebens): ein Raum, der vollständig mit Blättern unterschiedlicher Größe und Farbe befüllt ist, wobei jedes Blatt die obsessive Wiederholung von Graphemen darstellt, die mit dem Alfabeto della mente konzipiert wurden, kadenziert durch Intervalle und weiße Flächen. Die Wände des Raumes werden zu einer Art Tagebuch des Künstlers, in dem man durch die verschiedenen Schwingungen des Stiftes verschiedene Momente zu erahnen scheint: Gedanken, Gefühle, Stimmungen, aber auch Nachrichten und Hinweise auf einfache alltägliche Ereignisse.
1980 nahm die Künstlerin mit einem persönlichen Raum im italienischen Pavillon an der Biennale di Venezia teil. Kurator des Pavillons war Vittorio Fagone, der führende Künstler der italienischen Künstlerbewegung der 1970er Jahre vorschlug: Agnetti, Bartolini, Battaglia, Carpi, Dadamaino, Griffa, Olivieri, Patella, Vaccari, Verna und Zaza. Der Dadamaino gewidmete Raum eröffnet die Ausstellung mit den I fatti della vita, die einige Monate zuvor im Studio Grossetti in Mailand ausgestellt wurden und von einhundertundsechzig auf vierhunderteinundsechzig Blätter erweitert wurden, die drei Wände des Raumes vollständig ausfüllten.
1981 eröffnete sie eine wichtige Einzelausstellung in der Galerie Walter Storms in Villingen, wo sie neben Alfabeto della mente und I fatti della vita zum ersten Mal die Costellazioni ausstellte. Bei diesem Werk wird das grafische Zeichen immer kleiner, verliert jeglichen Bezug zu einem hypothetischen mentalen Alphabet und neigt dazu, sich zu verdichten oder aufzulösen, indem es molekulare Bewegungen und stellare Galaxien simuliert. In diesen Werken taucht die Farbe wieder auf, allerdings monochrom auf jedem einzelnen Blatt. Die Costellazioni wurden zum ersten Mal in Italien im August 1982 im Museo Butti in Viggiù in einer von Flaminio Gualdoni kuratierten Einzelausstellung ausgestellt.
Vom 28. Januar bis 28. Februar 1983 organisierte das PAC in Mailand eine doppelte Einzelausstellung, die Dadamaino und dem tschechoslowakischen Künstler Stanislav Kolibal gewidmet war. Die von Mercedes Garberi kuratierte Ausstellung ist Teil eines Zyklus kultureller Initiativen mit dem Titel Installazioni, der Künstlern gewidmet ist, die sich nie ganz einer Schule oder einem Trend verschrieben haben. Zu diesem Anlass präsentierte Dadamaino eine große Auswahl ihrer Werke, von Volumi bis Ricerca del colore, vom Alfabeto della mente bis zu den neuesten Costellazioni.
1987 begann Dadamaino mit der Arbeit an dem Zyklus Il movimento delle cose, dünne Segmente, die mit schwarzer Tusche auf transparente Plastikfolien gezeichnet wurden. Diese kleinen Zeichen vervielfältigen sich dynamisch über die gesamte Oberfläche der Blätter und erzeugen Strudel, Schlangenlinien und Pfade. 1989 hatte die Künstlerin eine Einzelausstellung im Studio Reggiani in Mailand, kuratiert von Flaminio Gualdoni, wo sie die neuesten Werke der Serie Passo dopo passo ausstellte.

### 90er und 2000er-Jahre
1990 nahm sie erneut an der Biennale von Venedig teil, und zwar mit einem Einzelraum im italienischen Pavillon. Die Kuratoren des Pavillons Laura Cherubini, Flaminio Gualdoni und Lea Vergine hatten siebzehn Künstler eingeladen: Anselmo, Benati, Boetti, Dadamaino, De Dominicis, De Maria, Gallo, Garutti, Guerzoni, Mainolfi, Mariani, Maraniello, Olivieri, Pisani, Tatafiore, Tirelli und Trotta. Als einzige Frau stellte Dadamaino zwei Werke aus dem Zyklus Il movimento delle cose (Die Bewegung der Dinge) aus, die jeweils 1,22 × 18 Meter groß sind: riesige Polyesterfolien die mit zwei Klammern in der Luft schweben und zwei verschiedenen Raumrichtungen folgen.
Das Jahr 1991 war geprägt von drei großen Einzelausstellungen, von denen im Juni die erste, eine Überblicksausstellung im Studio d’Arte Contemporanea Dabbeni eröffnet wurde. Vom 12. bis 30. Oktober kuratierte Elena Pontiggia die Ausstellung Dadamaino. Interludio 1981 in der Galerie Il Triangolo Nero in Alessandria, wo eine Reihe von unveröffentlichten Arbeiten aus dem Jahr 1981 mit dem Titel Interludio präsentiert wurden, in denen einige der mit dem Alfabeto della mente konzipierten Grapheme kleiner und schwächer werden, sich in leeren Räumen auflösen und verdichten. Diese Werke repräsentieren eine Phase der Rückbesinnung der Künstlerin nach I fatti della vita und vor dem Beginn des Zyklus Costellazioni. Vom 18. Oktober bis zum 6. Dezember hatte Dadamaino auch eine Ausstellung in Neapel im Framartstudio, wo sie zehn Werke aus dem Zyklus Il movimento delle cose ausstellte. Die Einzelausstellung im Framartstudio wurde 1992 in der Mailänder Filiale der Galerie wiederholt, wo Dadamaino aufgrund des im Vergleich zur neapolitanischen Filiale begrenzten Raums kleinere Tafeln anfertigte, die immer mit dem Zyklus Il movimento delle cose verglichen werden konnten.
Am 20. März 1993 eröffnete sie ihre Überblicksausstellung in der Casa del Mantegna in Mantua Dadamaino. Opere 1958–1993, organisiert von der „Gruppo 7“ und später Trilogia 3. Dadamaino, Gastini, Bertasa in Perugia im Ausstellungszentrum Rocca Paolina, zu der ein von Giorgio Bonomi herausgegebener Katalog erschienen ist. Im Oktober kuratierte Francesca Pasini die doppelte Einzelausstellung Disegni. Giovanni Anselmo. Dadamaino in der Galleria Federica Inghilleri in Mailand, wo Anselmo eine Serie seiner Zeichnungen mit dem Titel Particolare della scritta infinito, ingrandita all’infinito, ins Unendliche vergrößerte, und Dadamaino zwei großformatige Werke aus dem Zyklus Il movimento delle cose präsentierte. Ebenfalls im Oktober eröffnete die Stiftung für Konkrete Kunst in Reutlingen die Ausstellung Dadamaino. Werke 1958–1993 und gab einen Katalog mit Texten von Gabriele Kübler und Tommaso Trini heraus.
Vom 11. Februar bis zum 9. April 1994 stellt Dadamaino erneut in einer Einzelausstellung im Studio D’Arte Contemporanea Dabbeni aus. Nach der Ausstellung von 1991 stellt die Künstlerin nun drei neue große Werke aus dem Zyklus Il movimento delle cose und sechs Rilievi aus Pappe von 1961 vor. Im selben Jahr nahm sie an der Ausstellung Dadamaino, François Morellet, Günther Uecker teil, mit der die „Galerie A arte Studio Invernizzi“ in Mailand eröffnet wurde.
Im Jahr 1995 nahm sie an Zero Italien. Azimut/Azimuth 1959/60 in Mailand. Und heute / Zero Italia. Azimut/Azimuth 1959/60 a Milano. E oggi in der Galerie der Stadt Esslingen, Villa Merkel, teil, die eine Rekonstruktion der ersten beiden Ausstellungen der Galerie Azimut zusammen mit späteren Werken von Castellani und Dadamaino zeigte. Im folgenden Jahr zeigte Dadamaino in Zürich in den Räumen der Stiftung für Konstruktive und Konkrete Kunst eine Überblicksausstellung mit Werken von 1958 bis 1994 unter dem Titel Dadamaino. I fatti della vita.
Im Jahr 1999 verließ Dadamaino ihr Atelier in der Via Bitonto und zog in die Via Ponte Seveso 40.
Im Jahr 2000 widmete das Museum Bochum in Zusammenarbeit mit der Galleria A arte Invernizzi in Mailand Dadamaino eine umfangreiche Überblicksausstellung mit dem Titel Dadamaino. Retrospektive 1958–2000 kuratiert von Francesco Tedeschi.
Am 13. April 2004 starb Dadamaino nach langer Krankheit in Mailand. Ihre Asche ruht auf dem kleinen Friedhof von La Maddalena, einem Ortsteil von Somma Lombardo, neben den sterblichen Überresten ihrer Eltern.

## Museen mit Werken von Dadamaino
- Fondazione Biscozzi Rimbaud, Lecce
- GAM Turin
- MAMbo, Bologna
- Museo Cantonale d’Arte, Lugano
- MAGA Kunstmuseum, Gallarate (VA)[7]
- Museo del Novecento, Mailand
- Museo Fortuny, Venedig
- Peggy Guggenheim Collection, Venedig[8]
- Tate Gallery of Modern Art, London
- Philadelphia Museum of Art, Philadelphia
- Musée de Grenoble, Grenoble
- Centre Pompidou, Paris
- Hilti Art Foundation, Liechtenstein
- Kunstmuseum Reutlingen, Reutlingen[9]